# Château de Lambertière
Le château de Lambertière  est situé dans la commune de Saint-Geoire-en-Valdaine, en France.

## Situation
Le château de Lambertière est situé dans la commune de Saint-Geoire-en-Valdaine, dans le département de l'Isère et la région Auvergne-Rhône-Alpes. 

## Description
Le château de Lambertière a un corps de logis de forme quadrangulaire allégé par deux tours circulaires dont l'une plus importante est coiffée en poivrière, il appartient à la famille Nicollet[réf. souhaitée].

## Historique
Le château fut construit en 1770 par la famille Dode. Guillaume Dode de la Brunerie s'illustra sous Napoléon dans ses campagnes, il fut maréchal et pair de France, anobli par l'empereur et prit le titre de la Brunerie du nom du château acquis près de Voiron.